# Advances in Operator Theory
Advances in Operator Theory es una revista científica revisada por pares establecida en 2016 por Mohammad Sal Moslehian y publicada por Birkhäuser en nombre del Tusi Mathematical Research Group. Cubre análisis funcional y teoría de operadores y temas relacionados. 

## Resumen e indexación
La revista está resumida e indexada en Scopus,  MathSciNet,  Emerging Sources Citation Index y Zentralblatt MATH. 